# Четвертий ринок цінних паперів
Торгівля на четвертому ринку цінних паперів (англ. Fourth market) — пряма торгівля між інституційними інвесторами без залучення брокерів. Цей метод торгівлі дозволяє економити на комісіях та спредах між цінами купівлі та продажі. Угоди зазвичай укладаються великими лотами. Оцінити обсяг торгівлі на четвертому ринку складно, адже дані про угоди не публікуються. За даними досліджень, щодня на четвертому ринку торгується кілька мільйонів акцій.